# Коммунистическая партия Греции (Внутренняя)
Коммунистическая партия Греции (внутренняя) (греч. Κομμουνιστικό Κόμμα Ελλάδας Εσωτερικού, сокращённо ΚΚΕ Εσωτερικού) — еврокоммунистическая партия, существовавшая в 1968—1987 годах в Греции.
Была сформирована после серьёзного раскола внутри Коммунистической партии Греции (КПГ), усугубленного вторжением сил Варшавского договора в Чехословакию в 1968 году для подавления «Пражской весны». Активисты «Внутренней КПГ», заявив о себе как сторонниках «социализма с человеческим лицом», по сути порвали с идеологическим надзором со стороны Коммунистической партии Советского Союза и установили связи с еврокоммунистическими силами наподобие Итальянской коммунистической партии.
Внутренняя КПГ была очень активна в борьбе против хунты чёрных полковников, правившей Грецией с 1967 по 1974 год. Она действовала через Всегреческий антидиктаторский фронт (Πανελλήνιο Αντιδικτατορικό Μέτωπο, ПАМ), его молодёжное крыло, «Греческую коммунистическую молодежь — Ригас Фереос» и Коммунистическую студенческую организацию. В течение периода «Метаполитефси», последовавшего за свержением режима полковников, партия участвовала в электоральной борьбе либо самостоятельно, либо в составе более широких левых коалиций.
Внутренняя КПГ была распущена через несколько месяцев после своего IV съезда в 1986 году, распавшись на две части: Коммунистическая партия Греции (Внутренняя) — Обновлённые левые и «Греческие левые». Обе они, впрочем, вскоре стали сотрудничать в коалиции Синаспизмос.

## История

### Создание партии
5-15 февраля 1968 года в Будапеште состоялось 12-е пленарное заседание Центрального комитета Коммунистической партии Греции, на котором обсуждались политическая ситуация в Греции в условиях диктатуры и внутрипартийные вопросы. Три члена Политбюро: Мицос Парсалидис Зисис Зографос, Панос Димитриу, а также Димитрис Ватусианос, Василис Захос, Ставрос Карас, Танассис Карцунис, Леонидас Цефронис, семь кандидатов в члены Центрального комитета и три члена Центральной контрольно-ревизионной комиссии комиссии не согласились с большинством по основным вопросам, таким как роль СССР, и покинули заседание, по итогам которого трое несогласных членов Политбюро ЦК КПГ были сняты.
Эта часть руководства коммунистического движения Греции была недовольна полной зависимостью партии от советских указаний и с интересом наблюдала за развитием событий в Чехословакии во время «Пражской весны». На их сторону встали и другие участники «Внутреннего руководства», то есть лидеров коммунистического подполья, которые предпочли эмиграции остаться в Греции для борьбы с диктатурой (например, Бабис Дракопулос, Никос Каррас, Антонис Бриллакис, Такис Бенас и другие) — отсюда и название партии, в противовес промосковской КПГ («За рубежом»), многие члены которой находились в эмиграции в СССР и соцстранах Европы, ещё с окончания Гражданской войны в 1949 году.
На практике КПГ (Внутренняя) функционировала как независимая партия после внеочередного пленума ЦК КПГ в апреле 1969 года, проведённого коммунистами, не согласных с решениями 12-го пленарного заседания.

### Участие в выборах
На первых выборах после перехода к демократии обе компартии (и еврокоммунистическая, и просоветская) участвовали вместе с Единой демократической левой партией (ЭДА) в составе коалиции «Объединенные левые», получившей 464 787 (9,5 %) голосов и избравшей восемь депутатов. Сотрудничество с КПГ, впрочем, не сложилось, и на выборах 1977 года КПГ (Внутренняя) и ЭДА заключили с несколькими мелкими левоцентристскими силами (Социалистический марш, Христианская демократия и Социалистическая инициатива) «Альянс прогрессивных и левых сил», который получил 139 356 голосов и избрал двух депутатов — Илиаса Илиу от ЭДАС и Леонидаса Киркоса от КПГ (Внутренней). Скорый крах «Альянса» сыграл важную роль во внутренних дебатах, кульминацией которых стал раскол молодёжной организации «Ригас Фереос» в 1978 году.
В выборах 1981 года Внутренняя КПГ принимала участие самостоятельно, но её результат в 76 404 голоса (1,34 %) оказался недостаточен для прохождения в парламент Греции. При этом на европейских выборах того же года процент голосов, поданных за КПГ (Внутреннюю), были намного выше (5,3 %), и Леонидас Киркос был избран депутатом Европарламента.

### Внутрипартийная дискуссия и раскол
В ходе внутрипартийного диалога, предшествовавшего IV съезду партии, было внесено четыре предложения относительно её будущего. Первая точка зрения, представляемая партийным лидером Киркосом, призывала «эволюционировать» в новую, некоммунистическую, левую партию, открытую для более широких союзов. Вторая точка зрения, при поддержке секретаря партии Яниса Баниаса и бывшего секретаря Бабиса Дракопулоса, стремились к «обновлению» партии с сохранением её коммунистического характера и в то же время её радикализации. Так называемая «третья точка зрения» также была в пользу нового левого объединения, но критиковала старый курс и подчёркивала необходимость связи с новыми социальными движениями. Наконец, «четвёртая точка зрения» считала, что условия для радикальных изменений в партии ещё не созрели.
На съезде (май 1986 года) преобладали предложения о создании нового образования некоммунистического толка. Учредительный съезд новой партии под названием «Греческая левая» («Греческие левые») под началом Киркоса состоялся в апреле 1987 года. Ещё до этого, в январе 1987 года 29 несогласных членов ЦК и большинство молодёжной организации отказались участвовать в этом процессе и сформировали КПГ (Внутреннюю) — Обновлённые левые, впоследствии под названием Обновлённая коммунистическая экологическая левая влившуюся в состав Коалиции радикальных левых (СИРИЗА).

## Партийная пресса
Во время диктатуры выпускала подпольную газету «Мачитис» — затем «Ризоспастис-Мачитис», где первая часть названия отсылала к историческому органу Компартии Греции, как и название теоретического журнала «Комунистики эпитеориси» («Коммунистическое обозрение»), издание которого за рубежом КПГ (Внутренняя) наладила в 1969—1974 годах. После падения диктатуры эти названия были закреплены за просоветской Компартией Греции, и Внутренняя КПГ с 1974 года стала использовать газету ЭДА «Авги» («Рассвет»). В 1975—1983 годах также выходил теоретический журнал «Коммунистическая теория и политика», который был заменен журналом «Левые сегодня».